# Killing Eve
Killing Eve è una serie televisiva britannica, creata nel 2018 per BBC America.
Basata sulle novelle Villanelle di Luke Jennings, la serie va in onda su BBC America dall'8 aprile 2018. In Italia, invece, la serie viene distribuita su TIMvision dal 15 ottobre 2018  e trasmessa sui canali satellitari Sky Atlantic e Sky Serie dal 2023.

## Trama
Eve Polastri, una funzionaria dell'MI-5, inizia a rintracciare la talentuosa assassina sociopatica Villanelle. Entrambe le donne diventeranno ossessionate l'una dall'altra.

## Episodi
| Stagione         | Episodi | Prima TV USA | Pubblicazione Italia |
| ---------------- | ------- | ------------ | -------------------- |
| Prima stagione   | 8       | 2018         | 2018                 |
| Seconda stagione | 8       | 2019         | 2019                 |
| Terza stagione   | 8       | 2020         | 2020                 |
| Quarta stagione  | 8       | 2022         | 2022                 |

## Personaggi e interpreti
- Eve Polastri (stagioni 1-4), interpretata da Sandra Oh, doppiata da Sabrina Duranti.
- Oksana Astankova / Villanelle (stagioni 1-4), interpretata da Jodie Comer, doppiata da Rossa Caputo.
- Carolyn Martens (stagioni 1-4), interpretata da Fiona Shaw, doppiata da Antonella Giannini.
- Frank Haleton (stagione 1), interpretato da Darren Boyd, doppiato da Francesco Meoni.
- Niko Polastri (stagioni 1-3, guest star stagione 4), interpretato da Owen McDonnell, doppiato da Alberto Bognanni (stagione 1) e da Massimo De Ambrosis (stagioni 2-3).
- Elena Felton (stagione 1, guest star stagione 4), interpretata da Kirby Howell-Baptiste, doppiata da Federica De Bortoli.
- Kenny Stowton (stagioni 1-3), interpretato da Sean Delaney, doppiato da Jacopo Cinque.
- Bill Pargrave (stagione 1, guest star stagione 4), interpretato da David Haig, doppiato da Roberto Stocchi.
- Konstantin Vasiliev (stagioni 1-4), interpretato da Kim Bodnia, doppiato da Gianluca Tusco (stagione 1) e da Antonio Palumbo (stagioni 2-4).
- Jess (stagione 2), interpretata da Nina Sosanya, doppiata da Laura Lenghi.
- Hugo Turner (stagioni 2, 4), interpretato da Edward Bluemel, doppiato da Federico Campaiola.
- Aaron Peel (stagione 2), interpretato da Henry Lloyd-Hughes, doppiato da Gianfranco Miranda.
- Raymond (stagione 2), interpretato da Adrian Scarborough, doppiato da Paolo Maria Scalondro.
- Martin Watson (stagioni 2, 4), interpretato da Adeel Akhtar, doppiato da Alessandro Quarta.
- Mo Jafari (stagione 3), interpretato da Raj Majaj, doppiato da Marco Giansante.
- Bear (stagione 3), interpretato da Turlough Convery, doppiato da Paolo Vivio.
- Paul Bradwell (stagione 3), interpretato da Steve Pemberton, doppiato da Roberto Chevalier.
- Jamie Hayward (stagione 3), interpretato da Danny Sapani, doppiato da Carlo Scipioni.
- Dasha Duzran (stagione 3), interpretata da Harriet Walter, doppiata da Melina Martello.
- Geraldine Martens (stagione 3), interpretata da Gemma Whelan, doppiata da Antilena Nicolizas.
- Hélène (stagioni 3-4), interpretata da Camille Cottin, doppiata da Barbara De Bortoli.
- Vlad (stagione 4, guest star stagione 1), interpretato da Laurentiu Possa.
- Pam (stagione 4), interpretata da Anjana Vasan.
- Yusuf (stagione 4), interpretato da Robert Gilbert.
- Lars Meier (stagione 4), interpretato da Ingvar Sigurdsson.
- Gunn (stagione 4), interpretata da Marie-Sophie Ferdane, doppiata da Rossella Acerbo.

## Produzione
Sally Woodward Gentle, di Sid Gentle Films, ha optato per un adattamento delle novelle di Luke Jennings nel 2014. Phoebe Waller-Bridge, dopo il successo di Fleabag, è stata ingaggiata per scrivere la sceneggiatura della serie, che è stata commissionata da BBC America nel 2016.
Sandra Oh è stata la prima attrice ad entrare a far parte del cast nel giugno 2017. Un mese dopo si unì al cast Jodie Comer nel ruolo di Villanelle. Successivamente venne scritturata anche Kirby Howell-Baptiste nel ruolo di Elena.
Le riprese della prima stagione sono cominciate nell'agosto 2017, svolgendosi tra Parigi, la Toscana, Berlino, Cheshunt e la West London Film Studios. L'edificio utilizzato come base di Eve si trova nella Warwick House Street, appena fuori da Trafalgar Square, a Londra.
Tre giorni prima del debutto televisivo, il 5 aprile 2018, BBC America rinnova la serie per una seconda stagione. Le riprese di quest'ultima sono iniziate il 16 luglio 2018 e la messa in onda è iniziata nell'aprile 2019.
Le riprese della terza stagione sono iniziate a Londra in agosto 2019 e sono terminate a gennaio 2020. Tra le location usate per girare alcune scene sono state Londra, Barcellona e alcuni sobborghi della Romania, nelle vicinanze di Bucarest. La messa in onda in America era prevista inizialmente per il 26 aprile 2020; tuttavia, è stata anticipata per il 12 aprile 2020. Tra i nuovi personaggi Harriet Walter, Danny Sapani, Gemma Whelan, Camille Cottin, Steve Pemberton, Raj Bajaj e Turlough Convery.
A gennaio 2020 è stata rinnovata per la quarta stagione, l'ultima della serie.

## Accoglienza
La serie è stata acclamata dalla critica che ha lodato le interpretazioni della Oh e di Comer. Sull'aggregatore di recensioni Rotten Tomatoes la prima stagione ha un indice di gradimento del 96% con un voto medio di 8.3 su 10, basato su 154 recensioni. Il commento del sito recita: "Seducente e sorprendente, il colpo di scena di Killing Eve sulla spia contro la spia spaventa gli spettatori con uno spettacolo audacemente divertente che finalmente fa buon uso dei talenti di Sandra Oh". Su Metacritic ha un punteggio di 83 su 100, basato su 22 recensioni, mentre su IMDb 8.7/10 a fronte di 4933 voti.

## Riconoscimenti
Emmy Awards
- 2018 - Candidatura alla miglior attrice protagonista in una serie drammatica a Sandra Oh
- 2018 - Candidatura alla miglior sceneggiatura per una serie drammatica a Phoebe Waller-Bridge
- 2019 - Candidatura alla miglior serie drammatica
- 2019 - Candidatura alla miglior regia per una serie drammatica a Lisa Brühlmann
- 2019 - Miglior attrice protagonista in una serie drammatica a Jodie Comer[20]
- 2019 - Candidatura alla miglior attrice protagonista in una serie drammatica a Sandra Oh
- 2019 - Candidatura alla miglior attrice non protagonista in una serie drammatica a Fiona Shaw
- 2019 - Candidatura alla miglior sceneggiatura per una serie drammatica a Emerald Fennell
- 2020 - Candidatura alla miglior serie drammatica
- 2020 - Candidatura alla miglior attrice protagonista in una serie drammatica a Jodie Comer
- 2020 - Candidatura alla miglior attrice protagonista in una serie drammatica a Sandra Oh
- 2020 - Candidatura alla miglior attrice non protagonista in una serie drammatica a Fiona Shaw

Golden Globes
- 2019 - Candidatura alla miglior serie drammatica
- 2019 - Miglior attrice in una serie drammatica a Sandra Oh[21]
- 2020 - Candidatura alla miglior serie drammatica
- 2020 - Candidatura alla miglior attrice in una serie drammatica a Jodie Comer

Screen Actors Guild Award
- 2019 - Miglior attrice in una serie drammatica a Sandra Oh[22]
- 2020 - Candidatura alla miglior attrice in una serie drammatica a Jodie Comer

Satellite Award
- 2019 - Candidatura alla miglior attrice in una serie drammatica per Sandra Oh
- 2020 - Candidatura alla miglior serie drammatica
- 2020 - Candidatura alla miglior attrice in una serie drammatica per Jodie Comer
- 2020 - Candidatura alla miglior attrice in una serie drammatica per Sandra Oh